# Megachile pipunctulata
Megachile pipunctulata är en biart som först beskrevs av Pasteels 1965.  Megachile pipunctulata ingår i släktet tapetserarbin, och familjen buksamlarbin. Inga underarter finns listade i Catalogue of Life.